# Diamant (Radsportteam)

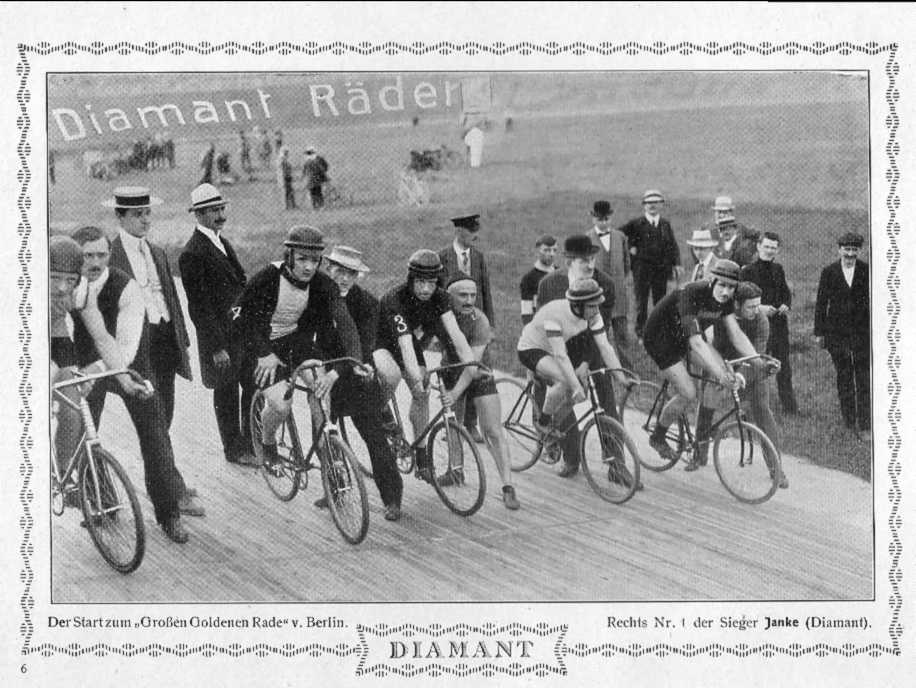
Diamant Goldenes Rad 1913

Diamant war ein von 1927 bis 1943 bestehendes professionelles deutsches Radsportteam. Sponsor waren die Diamant Fahrradwerke aus Chemnitz.

## Geschichte
Diamant bildete 1927 ein erstes komplettes Team von Straßenradfahrern. In Deutschland war das Team 1927 bei mehreren traditionsreichen Eintagesrennen erfolgreich. 1934 gewann Ludwig Geyer die Tour de Suisse. In den folgenden Jahren gewannen Radrennfahrer von Diamant eine Reihe deutscher Eintagesrennen wie Rund um Köln und Rund um die Hainleite 1936 durch Erich Bautz, der 1937 auch die Harzrundfahrt gewann. 1938 holte Edgard De Caluwé den Sieg in der Flandern-Rundfahrt. Willi Oberbeck holte einen Etappensieg in der Tour de France, 1937 gewann Erich Bautz einen Tagesabschnitt der Tour de France. Vor 1927 hatte Diamant einige Jahre einzelne Fahrer unter Vertrag. So wurde der Sieger von Paris–Roubaix 1896 Josef Fischer von Diamant als Sponsor unterstützt. Fischer gewann auf einem Rad von Diamant auch 1900 Bordeaux–Paris und die nationale Meisterschaft im Steherrennen.
Diamant trat auch als Sponsor von Radrennen hervor, so beim Goldenen Rad von Berlin, einem Steherrennen.

## Erfolge
1927
- Rund um Leipzig
- Rund um Dresden

1928
- Berlin–Cottbus–Berlin

1930
- drei Etappen Deutschlandrundfahrt

1934
- Gesamtwertung und eine Etappe Tour de Suisse
- Großer Sachsenpreis

1935
- Rund um Spessart und Rhön

1936
- Rund um Köln
- Rund um die Hainleite
- Großer Sachsenpreis

1937
- eine Etappe Tour de France
- drei Etappen Deutschland-Rundfahrt
- eine Etappe Luxemburg-Rundfahrt
- Harzrundfahrt

1938
- Flandern-Rundfahrt
- eine Etappe Tour de France
- drei Etappen Deutschland-Rundfahrt

1939
- drei Etappen Deutschland-Rundfahrt

## Bekannte Fahrer
- Erich Bautz
- Max Bulla
- Edgard De Caluwé
- Josef Fischer
- Ludwig Geyer
- Paul Kohl
- Willi Oberbeck